# Gerard Houckgeest

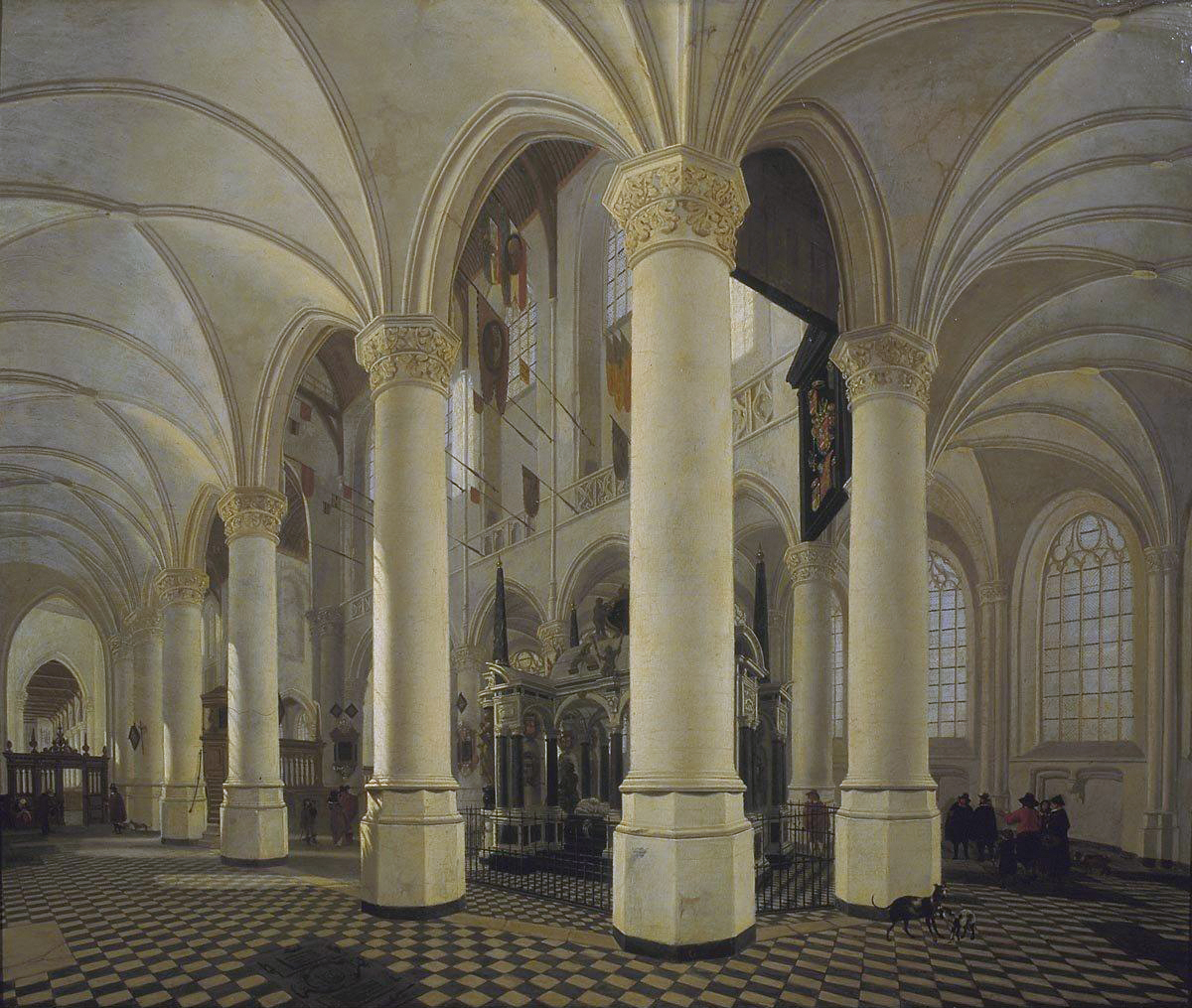
Deambulatorio della Nieuwe Kerk a Delft con la tomba di Guglielmo il Taciturno (1651 circa)

Gerard o Gerrit o Geraert o Geeraert Houckgeest, o Hoeckgeest o Houkgeest (L'Aia, 1600 circa – Bergen op Zoom, agosto 1661), è stato un incisore e pittore olandese del secolo d'oro.

## Biografia

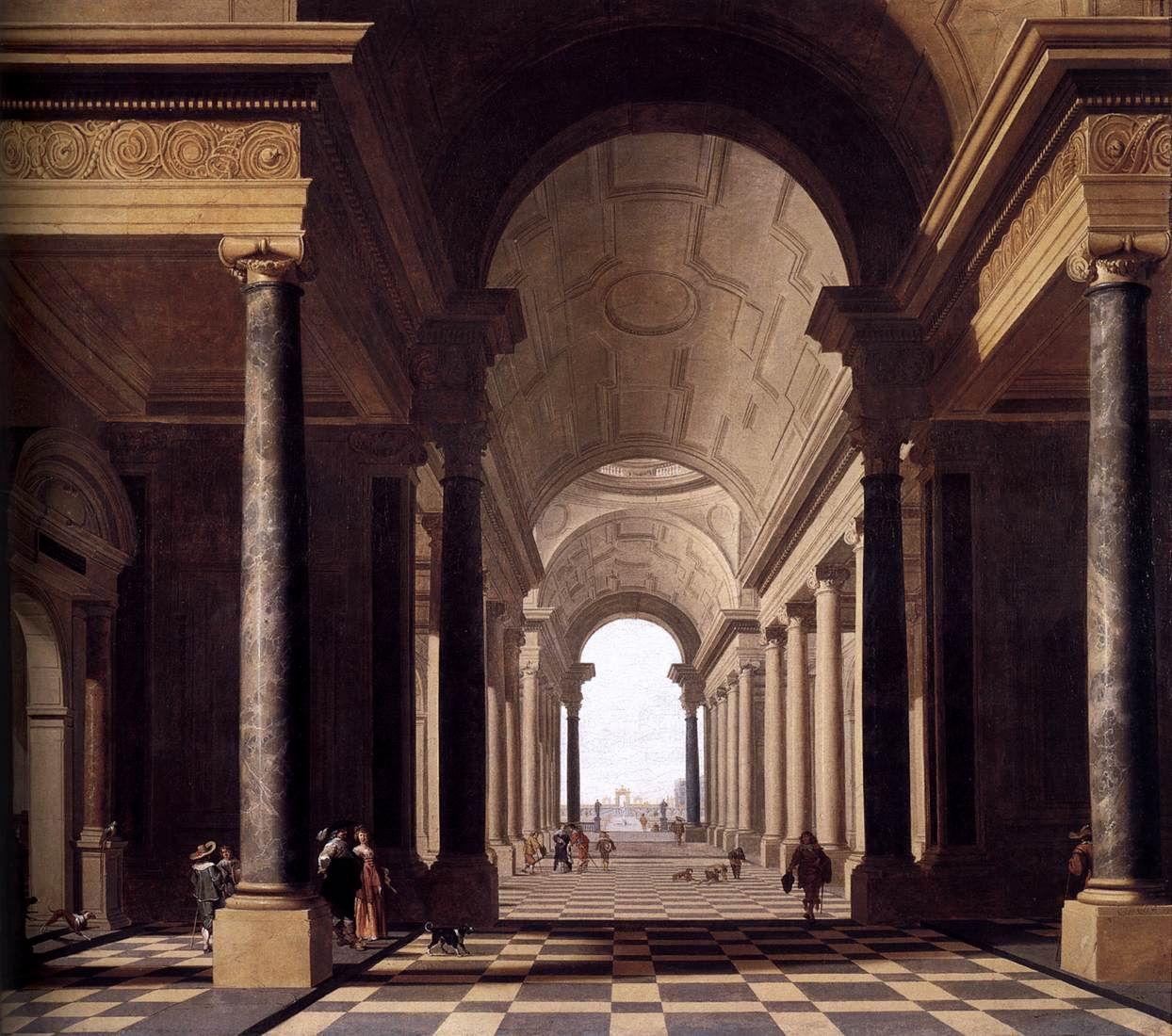
Fantasia architettonica con figure (1638)

Figlio del commerciante Joris e nipote di Joachim Houckgeest, si formò alla scuola di Bartholomeus van Bassen. Operò inizialmente nella sua città natale dal 1625, anno in cui divenne membro della locale Corporazione di San Luca, al 1635. Probabilmente durante gli anni '30 si recò in Inghilterra: Carlo I infatti possedeva almeno cinque delle sue prospettive e la sua prima opera esistente datata 1635, avente come soggetto l'interno di un palazzo immaginario, si trova ancor oggi a Hampton Court. Si trasferì poi a Delft, dove entrò a far parte della Corporazione di San Luca e dove rimase fino al 1649. Il 1º novembre 1636 sposò la benestante Helene van Cromstrijen. Il 22 luglio 1639 lasciò la gilda dei pittori di Delft e divenne produttore di birra. Nel 1640 lavorò come disegnatore di modelli per arazzi per la Camera del Consiglio. Quando il fratello Joris si trasferì in India, Gerard fu autorizzato ad occuparsi e risiedere presso il birrificio Clauw il 23 dicembre 1644. Infine è segnalata la sua presenza a Steenbergen negli anni 1651-1652 e a Bergen op Zoom dal 1653 al 1661.

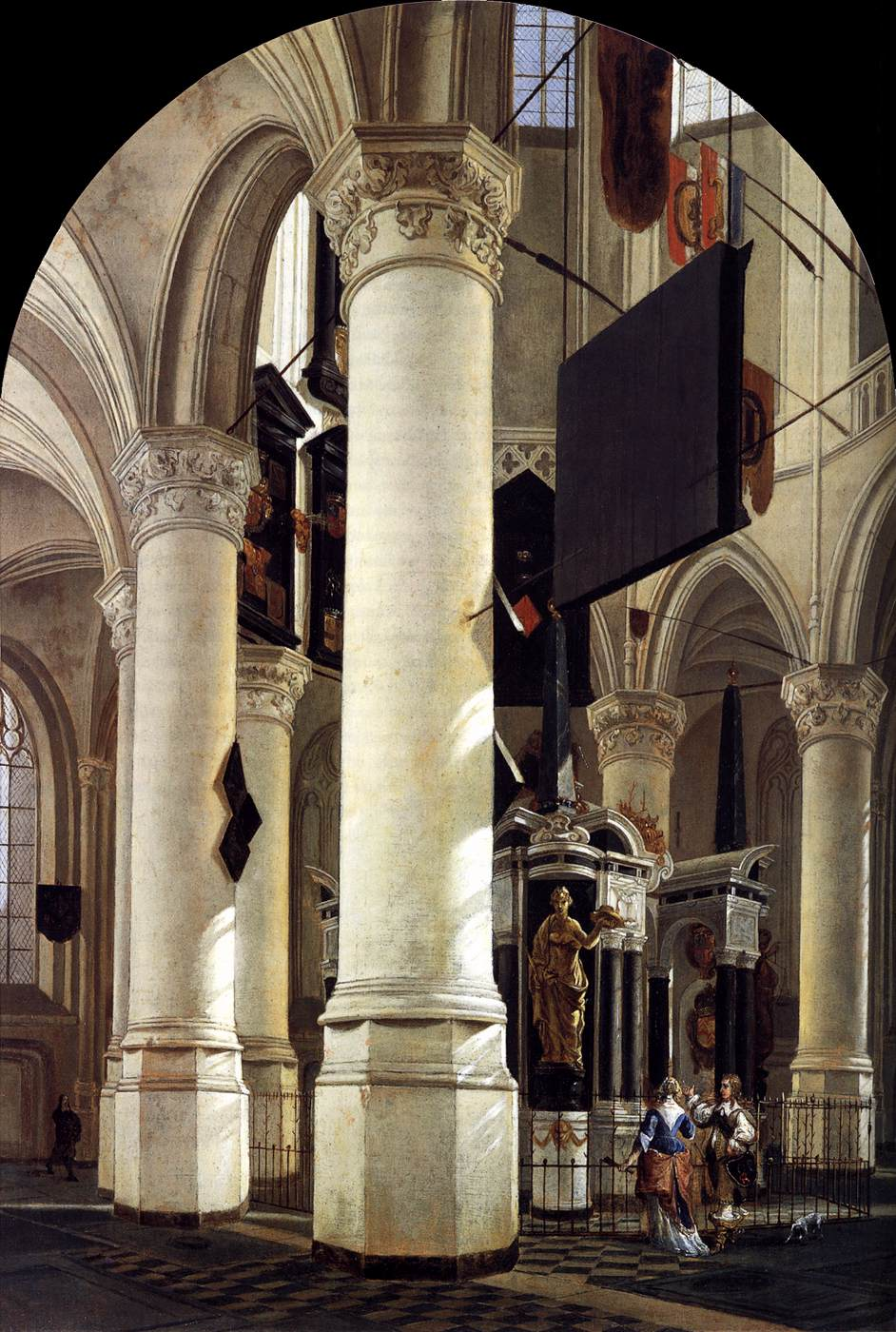
Interno della Nieuwe Kerk a Delft con la tomba di Guglielmo il Taciturno (1651-1652)

Seguendo le orme del suo insegnante, si specializzò nella pittura di architetture e interni, in particolare di chiese, realizzati con colori a olio. Le sue opere sono eseguite in modo preciso e dettagliato, prediligendo una luce pura, ma fredda alla maniera di Hendrick van Vliet e con uno stile assimilabile a quello di Emanuel de Witte. Suoi soggetti prediletti furono la Nieuwe Kerk e la Oude Kerk di Delft, i cui interni furono realizzati con l'innovativa tecnica della prospettiva in diagonale, differenziandosi così dai dipinti realizzati da Pieter Jansz Saenredam negli anni precedenti, caratterizzati da una visuale perpendicolare alla navata o al muro dell'edificio soggetto dell'opera. Altre caratteristiche di queste opere innovative sono l'imponenza delle colonne messa in rilievo dalla luce del giorno incidente su di esse, le piccole figure dipinte a colori vivaci e la tomba di Guglielmo il Taciturno parzialmente coperta dalle colonne, ma comunque evidenziata dalle sculture allegoriche della libertà.

## Opere
- Carlo I, la regina Enrichetta Maria e il Principe del Galles Carlo, olio su tavola, 63 x 92 cm, 1635, Royal Collection, Londra[6]
- Fantasia architettonica con figure, olio su tela, 131 × 152 cm, 1638, National Gallery of Scotland, Edimburgo
- Interno di una chiesa cattolica immaginaria in stile classico, olio su tavola, 69 × 98 cm, 1638-1640, Collezione privata[7]
- Interno della Nieuwe Kerk a Delft con la tomba di Guglielmo il Taciturno, olio su tavola, 126 x 89 cm, 1650, Hamburger Kunsthalle, Amburgo[8]
- Interno della Nieuwe Kerk a Delft con la tomba di Guglielmo il Taciturno, olio su tavola, 60 × 41 cm, 1651-1652, Collezione privata
- Deambulatorio della Nieuwe Kerk a Delft con la tomba di Guglielmo il Taciturno, olio su tavola, 66,5 × 77,5 cm, 1651 circa, Mauritshuis, L'Aia
- La tomba di Guglielmo il Taciturno nella Nieuwe Kerk a Delft, olio su tavola, 56 x 38 cm, firmata GH · 1651 in basso al centro sulla colonna centrale, 1651, Mauritshuis, L'Aia[9]
- Interno delle Oude Kerk a Delft con il pulpito del 1548, olio su tavola, 49 × 41 cm, 1654, Rijksmuseum, Amsterdam[10]
- Ritratto della regina Enrichetta Maria, olio su tela, 49,5 x 43 cm, in collaborazione con Cornelis Janssens van Ceulen, Collezione privata[11]
- Interno di una chiesa cattolica, olio su tavola, 75,5 × 99 cm, Museu Nacional de Arte Antiga, Lisbona[12]
- Angolo occidentale della Oude Kerk a Delft con l'organo, olio su tavola, 47,9 x 37,8 cm, firmata in basso a destra GH[13]
- Interno di una chiesa, incisione (prova), 24,5 x 21,7 cm, Rijksmuseum, Amsterdam[14]